# Euscelophilus fasciatus
Euscelophilus fasciatus is een keversoort uit de familie bladrolkevers (Attelabidae). De wetenschappelijke naam van de soort werd in 1993 gepubliceerd door Zhang.